# ボズ・スキャッグス
ウィリアム・ロイス・「ボズ」・スキャッグス（William Royce "Boz" Scaggs、1944年6月8日 - ）は、アメリカ合衆国の歌手。1970年代後半から1980年代にかけてヒットを放った。

## 来歴/キャリア
1944年にアメリカ合衆国オハイオ州カントンで生まれ、少年時代をオクラホマ州やテキサス州で過ごす。12歳のときにギターを始め、セント・マークス・スクールでスティーヴ・ミラーと出会う。彼にギターを習いながらヴォーカリストとしてバンド活動を始めた。2人は共にウィスコンシン大学に進み、大学時代もブルース・バンドを組んだ。
1960年代前半、白人によるリズム&ブルースが盛んだったイギリスのロンドンへ渡る。いくつかのバンドでプレイした後、ソロとしてヨーロッパを遠征中スウェーデンのポリドール・レコードの目にとまり、1965年にデビュー作『ボズ』を発表した。
帰国後、サンフランシスコを拠点に活動し、スティーヴ・ミラー・バンドのファースト・アルバム『未来の子供達』(1968)とセカンド・アルバム『セイラー』にギタリストとして参加。いずれの作品でも、一部の曲ではリード・ボーカルも兼任した。セカンド・アルバムはアルバム・チャートで24位まで上昇するヒット作となった。これで評価を得たボズは、1969年にアトランティック・レコードからルーツ・ミュージック志向のアルバム『ボズ・スキャッグス&デュアン・オールマン』を発表したが、しばらくはセールスに恵まれなかった。
ルーツ・ミュージック色が濃い音楽を発表し続けていたボズだったが、1976年、ソウル、クロスオーバー志向で洗練されたサウンドの『シルク・ディグリーズ』を発表した。これが全米2位を記録し、500万枚以上を売り上げた。アルバムからも「ロウ・ダウン」（全米第3位）、AOR曲「ウィ・アー・オール・アローン」のヒットが生まれた（このアルバムに参加したセッション・ミュージシャンたちは、後にTOTOを結成）。次作の『ダウン・トゥー・ゼン・レフト』からはブルーアイド・ソウルの曲「ハード・タイムズ」「ハリウッド」がヒット。「ハード・タイムズ」は日本での最初のヒットとなった。80年の『ミドル・マン』収録曲では「ジョジョ」「シモン」が話題になった。同年、再びブルーアイド・ソウルの「ミス・サン」がアメリカ、日本ともにヒットしている。

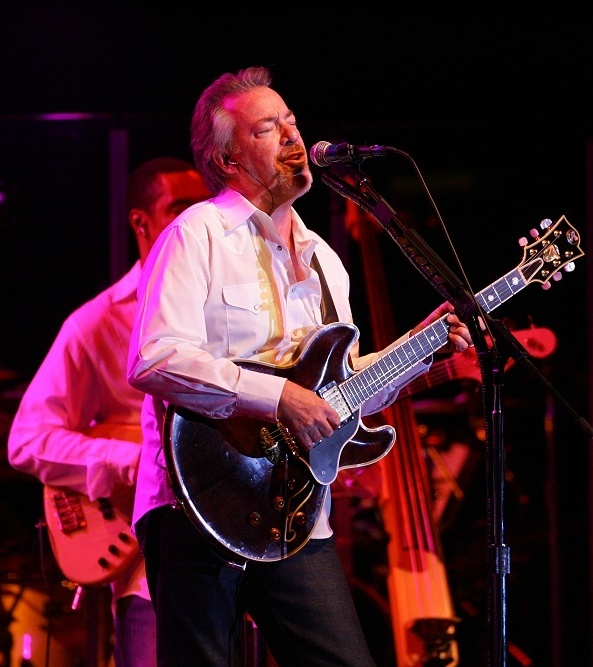
2006年撮影

その後、しばらくリリースが途絶えていたが、1988年発表のアルバム『アザー・ロード』の収録曲「Heart of Mine」が、そのミュージック・ビデオの効果もあり、翌1989年に大ヒット、カムバックを果たした。『アザー・ロード』は日本ではオリコン洋楽チャートで1988年5月30日付から通算3週1位を獲得した。
2003年の『バット・ビューティフル』以降はジャズ・スタンダードに傾倒を始め、ジャズ・セットでのツアーも行っている。
2013年、スティーヴ・ジョーダンをプロデューサーに迎え、メンフィスのロイヤル・スタジオで録音したアルバム『メンフィス』を429レコードよりリリース。3月23日付Billboard 200チャートで初登場17位を記録した。

## ディスコグラフィ

### スティーヴ・ミラー・バンド

#### スタジオ・アルバム
- 1968年 未来の子供達 - Children of the Future
- 1968年 セイラー - Sailor

### ソロ名義

#### シングル
- ジョージア Georgia／It's Over（1976年、CBS・ソニー、06SP-2）
- ハード・タイムス HARD TIMES／（1977年、CBS・ソニー、06SP-195）
- Hollywood／A Clue（1977年、CBS・ソニー、06SP-206）
- トワイライト・ハイウェイ You Can Have Me Anytime／Isn't It Time（1980年、CBS・ソニー、06SP-465）
- Breakdown Dean Ahead／Do Like You Do In New York（1980年、CBS・ソニー、06SP-473）
- 夜のシモーヌ Simone／Middle Man（1980年、CBS・ソニー、06SP-493）
- 「ハート・オブ・マイン(Heart of Mine)」 - ボビー・コールドウェルが提供

#### スタジオ・アルバム
- 1965年 ボズ - Boz
- 1969年 ボズ・スキャッグス&デュアン・オールマン - Boz Scaggs
- 1970年 モーメンツ - Moments
- 1971年 ボズ・スキャッグス&バンド - Boz Scaggs & Band
- 1972年 マイ・タイム - My Time
- 1974年 スロー・ダンサー - Slow Dancer
- 1976年 シルク・ディグリーズ - Silk Degrees
- 1977年 ダウン・トゥー・ゼン・レフト - Down Two Then Left
- 1980年 ミドル・マン - Middle Man
- 1988年 アザー・ロード - Other Road
- 1994年 サム・チェンジ - Some Change
- 1996年 フェイド・イントゥ・ライト〜ラヴ・バラード・アルバム - Fade into Light（日本限定発売）
- 1997年 カム・オン・ホーム - Come On Home
- 2001年 ディグ - Dig
- 2003年 バット・ビューティフル - But Beautiful
- 2005年 フェイド・イントゥ・ライト〜ラヴ・バラード・アルバム 2 - Fade into Light（1996年盤に「ラヴT.K.O.」及びボーナスDVDを追加した内容）
- 2008年 スピーク・ロウ - Speak Low
- 2013年 メンフィス - Memphis
- 2015年 ア・フール・トゥ・ケア - A Fool to Care
- 2018年 アウト・オブ・ザ・ブルース - Out of the Blues

#### ライヴ・アルバム
- 2004年 グレイテスト・ヒッツ・ライヴ - Greatest Hits Live

#### コンピレーション・アルバム
- 1980年 ヒッツ - Hits!
- 1992年 ボズ・ザ・バラード - Boz the Ballade
- 1997年 マイ・タイム〜ボズ・スキャッグス・アンソロジー(1969-1997) - My Time: A Boz Scaggs Anthology
- 2006年 ヒッツ - Hits!（1980年の同名盤に5曲追加）
- 2011年 プレイリスト:ヴェリー・ベスト・オブ・ボズ・スキャッグス - Playlist: The Very Best of Boz Scaggs
- 2019年 ジャパニーズ・シングル・コレクション-グレイテスト・ヒッツ- - Greatest Hits -Japanese Single Collection-

## 日本公演
- 1978年　
2月3日 横浜文化体育館、4日,5日 大阪 フェスティバルホール、7日 東京 日本武道館、9日 名古屋市公会堂
- 1980年
10月8日 横浜文化体育館、9日,11日 大阪 フェスティバルホール、10日,16日 名古屋市民会館、12日 神戸市立中央体育館、14日,15日,20日 東京 日本武道館、18日 東京 中野サンプラザ
- 1983年　Hot Live 1983 with マイケル・マクドナルド、ジョー・ウォルシュ
10月10日 大阪スタヂアム、15日,16日 東京 国立代々木競技場 第一体育館
- 1985年　EXPO'85 Live
3月7日　名古屋市民会館、3月9日　福岡サンパレス、3月11日,12日 大阪 フェスティバルホール、3月13日　東京 ＮＨＫホール、3月15日 東京 日本武道館、17日　つくば市谷田部　科学万博つくば'85 エキスポプラザ
- 1988年
6月30日 横浜文化体育館、7月8日,9日,10日 東京 日本武道館
- 1988年 KIRIN DRY GIGS'88　with ビリー・ジョエル、アート・ガーファンクル他
7月24日 東京ドーム
- 1990年 KIRIN DRY GIGS'90 with ダリル・ホール&ジョン・オーツ、ドゥービー・ブラザーズ、シーラ・E、ジョニー・ギル
7月15日 東京ドーム
- 1991年　
5月28日,29日 大阪 フェスティバルホール、31日,6月1日,2日 東京　ＮＨＫホール
- 1993年
3月22日 東京　中野サンプラザ、24日 川崎市産業文化会館、27日 東京 渋谷公会堂、28日 東京 ＮＨＫホール
- 1994年
7月12日 横浜 神奈川県民ホール、13日 浦和市文化センター、14日 大阪 サンケイホール、16日 メルパルクホール広島、17日 福岡サンパレス、19日 名古屋 愛知厚生年金会館、20日 大阪 フェスティバルホール、22日,23日,24日 東京 ＮＨＫホール、26日 仙台サンプラザ、27日 盛岡 津南文化センター、30日 浦安 東京ベイNKホール
- 1995年
- 1997年
10月4日 東京 ＮＨＫホール、7日 東京 赤坂BLITZ、8日 横浜 神奈川県民ホール
- 2001年
12月2日 東京 ＮＨＫホール、4日 大阪厚生年金会館、5日 東京 赤坂BLITZ
- 2003年
5月5日,6日,8日～10日 名古屋ブルーノート
5月12日,13日,15日～17日 大阪ブルーノート
5月19日,20日,22日～24日 福岡ブルーノート
5月26日,27日,29日～6月1日 ブルーノート東京
- 2004年
5月10日,11日,13日～15日 福岡ブルーノート
5月17日,18日,20日～22日 名古屋ブルーノート
5月24日,25日,27日～29日 大阪ブルーノート
5月31日～6月2日,4日～6日 ブルーノート東京
- 2005年
11月13日～15日,17日～19日 ブルーノート東京
11月21日,22日 名古屋ブルーノート
11月24日～26日 大阪ブルーノート
11月28日 仙台サンプラザ
12月1日 札幌 北海道厚生年金会館
- 2006年
10月3日 名古屋ブルーノート
10月5日～7日 大阪ブルーノート
10月9日～15日 ブルーノート東京
10月17日 モーションブルー・ヨコハマ
- 2008年　TOTOとのジョイントツアー
3月20日,21日 東京 JCBホール、22日 パシフィコ横浜 国立大ホール、24日,25日 大阪 フェスティバルホール、3月27日 名古屋 センチュリーホール、29日 東京国際フォーラム　ホールA
- 2013年
11月18日,19日 東京 渋谷公会堂、20日 尼崎 あましんアルカイックホール、22日 名古屋市公会堂、24日 広島 上野学園ホール
- 2015年
6月5日 仙台 東京エレクトロンホール宮城、8日 札幌 ニトリ文化ホール、10日,11日 東京 Bunkamuraオーチャードホール、13日 尼崎 あましんアルカイックホール、15日 名古屋市公会堂、16日 金沢 本多の森ホール
- 2019年
5月5日 仙台 サンプラザホール、 5月7日〜9日 東京 Bunkamuraオーチャードホール、 11日 大阪 オリックス劇場、 13日 広島 JMSアステールプラザ 大ホール、 14日 名古屋市公会堂
- 2024年
2月19日,21日,22日 TOKYO DOME CITY HALL、24日 仙台 東北大学百周年記念会館　川内萩ホール、26日 名古屋市公会堂、28日 大阪 フェスティバルホール、3月1日 福岡市民会館

## CM SONG
toyota cresta
(You Can Have Me Anytime)